# Hrhov
Hrhov (maďarsky Tornagörgő) je obec na Slovensku, v okrese Rožňava v Košickém kraji.  Území obce sousedí s Maďarskem. V roce 2011 zde žilo 1 138 obyvatel. V roce 2001 se 90 % obyvatel hlásilo k maďarské národnosti.

## Poloha
Hrhov se nachází 47 kilometrů západně od krajského města Košice, na železniční trati Zvolen–Košice, při slovenské silnici I/16, známé také jako E58. Od okresního města Rožňava je vzdálena 20 km.

## Příroda
Obec leží na jihovýchodních svazích Národního parku Slovenský kras na Turnianské vinné cestě. Ve středu obce je nadmořská výška 219 m n. m., ve 3 607 ha území obce se nadmořská výška pohybuje od 195 do 782 m n. m. 
- V obci se nachází zhruba 15 metrový Hrhovský vodopád, který je největší v oblasti Slovenského krasu. Nachází se přímo v obci mezi obytnými domy.[5]
- V 60. letech 20. století byla na území obce vybudována soustava rybníků o celkové ploše 250 ha. Je zde významné ptačí území.[6]

## Pamětihodnosti
- Římskokatolický kostel sv. Jana Křtitele, jednolodní původně gotická stavba s pravoúhlým ukončením presbytáře a představenou věží z druhé poloviny 13. století. Presbyterium a sakristie jsou zaklenuty valenou klenbou. Stavebním materiálem byly opracovány tufové kvádry z lokálního zdroje. Kostel byl přestavěn a rozšířen v roce 1500, kdy došlo k rozšíření lodi. V 17. století byl kostel fortifikovaný, část opevnění se dochovala v podobě hranolové věže. Zásadní přestavba se uskutečnila v letech 1814-1815, kdy byl kostel nově zaklenut. Věž kostela pochází z roku 1846. V interiéru se nachází gotický náhrobní kámen Juraje Bubeka z růžového mramoru, datovaný do roku 1390.
- Reformovaný kostel, jednolodní původně toleranční klasicistní stavba s pravoúhlým ukončením presbytáře a představanou věží z let 1784-1785. Nachází se na tufovém návrší uprostřed vesnice. Věž ukončená stanovou střechou byla dostavěna v roce 1795. Stavba vyhořela v roce 1846, následně došlo k její kompletní přestavbě. Interiér je zaklenut pruskými klenbami. V interiéru se nacházejí protilehlé protestantské empory, dřevěné zařízení z poloviny 19. století od mistra Jánose Wandráka. Varhany pocházejí z budapešťské dílny Sándora Országa z roku 1886. Ke kostelu patřila i budova školy a fara.[5]